# Eilema alboflava
Eilema alboflava är en fjärilsart som beskrevs av Anders Jahan Retzius 1783. Eilema alboflava ingår i släktet Eilema och familjen björnspinnare. Inga underarter finns listade i Catalogue of Life.